# Calliandra carcerea
El tamarindo de montaña (Calliandra carcerea) es una especie de planta en la familia Mimosaceae. Es endémica de Guatemala donde se distribuye únicamente en los departamentos de El Progreso y Zacapa, entre Calera y las laderas del volcán Siglo a una altitud de 2000-2200 metros.

## Descripción
Es un árbol o arbusto de madera dura perennifolio no trepador.

## Taxonomía
Calliandra carcerea fue descrita por Standl. & Steyerm.  y publicado en Publications of the Field Museum of Natural History, Botanical Series 23(4): 161–162. 1944.
Etimología
Calliandra: nombre genérico derivado del griego kalli = "hermoso" y andros = "masculino", refiriéndose a sus estambres bellamente coloreados.
carcerea: epíteto